# Барка поэтов
Барка поэтов — наименование эмигрантской литературной группы, которая существовала в Польше с 1925 по 1928 год. Литературная группа действовала при Университете Стефана Батория в городе Вильно. Группу основал поэт Георгий Розвадовский. После него председателем группы был поэт Дорофей Бохан.
В состав группы входили поэты Константин Оленин, И. Петров, Тамара Соколова, М. Боженяков и А. Румянцев.